# سار کاکل‌سیاه
کاکل‌سیاه یا سار برهمنی (نام علمی: Sturnia pagodarum) نام یک گونه از تیره سار است.